# Cassia fastuosa
Cassia fastuosa är en ärtväxtart som beskrevs av George Bentham. Cassia fastuosa ingår i släktet Cassia och familjen ärtväxter.

## Underarter
Arten delas in i följande underarter:
- C. f. calva
- C. f. fastuosa